# Nokia E90

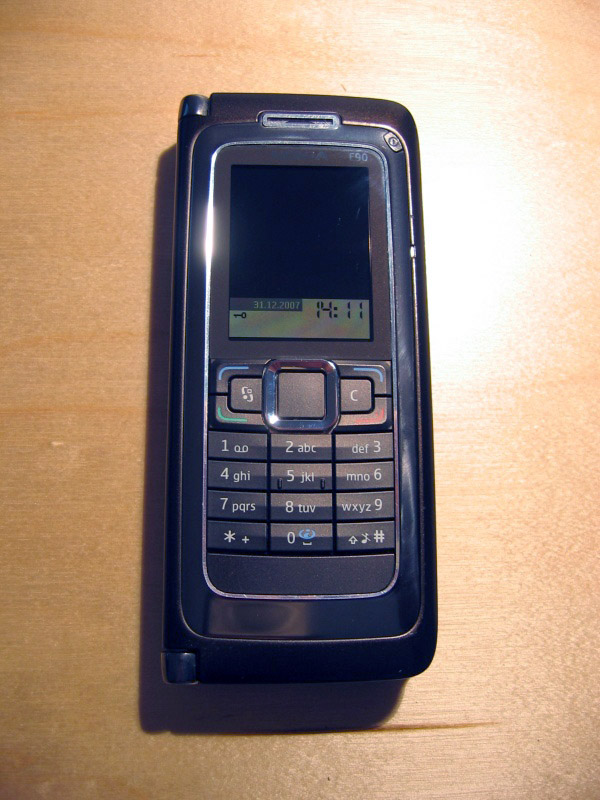
Nokia E90, quando fechado.

Nokia E90 é um smartphone 3G da Nokia, da quinta geração Communicator, e também parte da geração Eseries. Foi anunciado em 11 de fevereiro de 2007 no show 3GSM em Barcelona. Sucedeu ao Nokia 9500 Communicator.
Ao contrário de seus antecessores, o E90 é executado na plataforma S60 do Symbian OS. Comunicadores anteriores, entretanto, foram baseados em GeOS ou Series 80. A transição para o S60 foi bom para a compatibilidade de software, mas ele perdeu algumas características exclusivas da série 80 UI. O E90 é também o primeiro Communicator a ter conectividade UMTS/HSDPA e GPS integrado.
A primeira unidade Nokia E90 foi vendida em um leilão em Jacarta, Indonésia, em 17 de maio de 2007 por IDR 45.000.000 (5.000 US$). Cedo foi reportado um defeito no microfone do Communicator. Inicialmente a Nokia negou a existência do defeito, mas mais tarde reconheceu no relatório de ganhos Q3 divulgado em 18 de outubro de 2007, e afirmou que o problema tinha sido totalmente resolvido.
A versão 7.40.1.2 do firmware do Communicator, lançada no final de outubro de 2007, adicionou suporte para A-GPS e melhor desempenho GPS. A partir de junho de 2009, a versão de firmware mais recente do Communicator é 400.34.93. O programa de navegação Ovi Maps também está disponível para este Communicator.

## Especificações
| Plataforma            | Plataforma                                                                                       |
| --------------------- | ------------------------------------------------------------------------------------------------ |
| Sistema operacional   | Symbian OS v9.2 S60                                                                              |
| CPU                   | ARM11 (OMAP2420 - 330 MHz)                                                                       |
| RAM                   | 128 MB                                                                                           |
| Memória               | MicroSD/microSDHC: Originalmente 2 GB, posteriormente alterado para 4 GB. Trabalhando com 32 GB. |
| Funções               |                                                                                                  |
| Mensagem              | SMS, MMS, Email                                                                                  |
| Reconhecimento de voz | Sim                                                                                              |
| Viva Voz              | Sim                                                                                              |
| Chamada de vídeo      | Sim                                                                                              |
| Vibração              | Sim                                                                                              |
| Registro de chamadas  | Sim (no máximo trinta dias)                                                                      |
| Conectividade         |                                                                                                  |
| GSM                   | Sim                                                                                              |
| CDMA                  | Sim                                                                                              |
| 3G                    | Sim                                                                                              |
| GPRS                  | Sim                                                                                              |
| EDGE                  | Sim                                                                                              |
| WLAN                  | Sim                                                                                              |
| VOIP                  | Sim                                                                                              |
| GPS                   | Sim (integrado)                                                                                  |
| Rádio FM              | Sim (requer fone de ouvido)                                                                      |
| Bluetooth             | Sim                                                                                              |
| IrDA                  | Sim                                                                                              |
| USB                   | Sim                                                                                              |
| Fax                   | Não (suporta fax através do aplicativo Content Beamer)                                           |
| BlackBerry            | Sim                                                                                              |
| Outros                |                                                                                                  |
| Modo offline          | Sim, no entanto o Bluetooth e o WiFi podem ser ligados de forma independente.                    |
| Navegador da Web      | WAP 2.0                                                                                          |
| Suporte Java          | Sim                                                                                              |
| Visualizador de PDF   | Sim (Adobe Acrobat Reader LE 1.5.0)                                                              |
| GPS integrado         | - Nokia Maps - Google Maps - Garmin                                                              |
| Câmera                | 3.2 megapixels (com autofoco e flash)                                                            |
| Leitor de vídeo       | Sim                                                                                              |
| Bateria removível     | Sim                                                                                              |
| Tipo de bateria       | BP-4L, Li-Ion 1500 mAh                                                                           |
| Forma                 | Clamshell com teclado QWERTY completo                                                            |
| Dimensões             | 132 × 57 × 20 mm                                                                                 |
| Peso                  | 210 gramas                                                                                       |